# Elle Anderson
Elle Anderson   (Stowe, 29 de març de 1988) és una ciclista estatunidenca. Combina la carretera amb el ciclocròs.

## Palmarès en ciclocròs
- 2017-2018
  - 1a al Ciclocròs d'Igorre